# Hans Klee (Verbandsfunktionär)
Hans Klee (geboren 3. November 1906 in Berlin; gestorben 22. Mai 1959 in Muralto, Schweiz) war ein deutscher und Schweizer zionistischer Verbandsfunktionär.

## Leben
Hans Klee war ein Sohn des Rechtsanwalts und zionistischen Politikers Alfred Klee und der 
Teresa Stargardt (1877–1945). Seine Eltern, seine Schwester Ruth und deren Ehemann Hans Goslar wurden Opfer des Holocaust. Seine Schwester Esther Eugenie Klee-Rawidowicz entkam der deutschen Judenverfolgung. Klee heiratete nach dem Krieg die Zahnärztin Edith Spira. 
Klee studierte Jura und absolvierte das Referendariat, er wurde 1931 an der Universität Gießen promoviert. Er engagierte sich in der Zionistischen Vereinigung für Deutschland (ZVfD), war Mitglied des Rats des Preußischen Landesverbands Jüdischer Gemeinden, war Vorstandsmitglied im jüdischen Sportverband Makkabi und im Kartell Jüdischer Verbindungen (KJV).  
Klee floh nach der Machtübergabe an die Nationalsozialisten 1933 in die Schweiz. 1934 wurde er an der Universität Basel mit der Dissertation Die Rechte des Kommittenten im  Konkurse des Kommissärs promoviert und machte 1946 noch ein Diplom am Institut universitaire de hautes études internationales (IUHEI). Er wurde einer der führenden Vertreter der jüdischen Flüchtlinge in der Schweiz und warb unter ihnen für die  Weiterreise nach Palästina. Nach Kriegsende war er von 1945 bis 1950 Vorsitzender der Flüchtlingsvertretung für Rück- und Weiterwanderungsfragen in der Schweiz mit Sitz in Genf und war von 1946 bis 1959 Mitglied im Zionistischen Aktionskomitee. Klee war ab 1947 Präsident des Verbands der Allgemeinen Zionisten und mehrfach Delegierter bei zionistischen Weltkongressen, er war Vizepräsident der Europäischen Exekutive der World Zionist Organization. Von 1953 bis 1959 war er Redakteur beim Israelitischen Wochenblatt für die Schweiz. In Zürich engagierte er sich im  Vorstand der Israelitischen Cultusgemeinde.  

## Schriften (Auswahl)
- Das Liquiditätsproblem und das Problem der Zahlungsbereitschaft bei den Kreditgenossenschaften des Deutschen Genossenschaftsverbandes. Gießen, Phil. Diss., 1930
- Die Rechte des Kommittenten im Konkurse des Kommissärs unter Berücksichtigung des schweizerischen Rechts. Diss. Jur. Basel, 1934
- Ordnung von 1919, eine Lehre für morgen. 1940
- Christian Wolffs Civitas Maxima. 1941
- Beitrag der Kirchen zur Nachkriegsfrage. 1943
- Die Judenfrage am Kriegsende, in: Schweizer Monatshefte, 1944, S. 415–430
- Wir Juden und die deutsche Schuld. 1946
- Hugo Grotius und Johannes Selden. 1946